# Варисте, Юри
Юри Варисте (эст. Jüri Variste, в советский период Юрий Яанович Варисте, настоящее имя Георг Варберг, нем. Georg Wahrberg; 10 октября 1907, д. Кырвекюла, Эстляндская губерния, Российская империя — 4 марта 1989, Таллин) — эстонский хоровой дирижёр и музыкальный педагог. Заслуженный артист Эстонской ССР (1947), народный артист Эстонской ССР (1956).

## Биография
Родился в деревне Кырвекюла (ныне уезд Ляэнемаа, Эстония). Окончил гимназию в Тапа (1926) и Тартуский университет (1932) со специализацией по английской филологии, далее учился в Великобритании и до 1941 года преподавал английский язык в таллинских школах. Одновременно в 1940 году окончил Таллинскую консерваторию. В 1935 г. эстонизировал свои имя и фамилию.
В 1944—1947 гг. возглавлял мужской хор Государственной филармонии Эстонской ССР. В 1945—1968 гг. руководитель смешанного хора Эстонского радио и телевидения. В 1950—1985 гг. один из главных дирижёров Эстонского праздника песни.
В 1962—1978 гг. профессор Таллинской консерватории. Среди его учеников, в частности, Тыну Кальюсте.
Автор 40 хоровых сочинений.

## Награды
- орден Трудового Красного Знамени (30.12.1956)
- орден «Знак Почёта» (1950)
- народный артист Эстонской ССР (1956)
- заслуженный артист Эстонской ССР (1947)